# De Dolle Brouwers

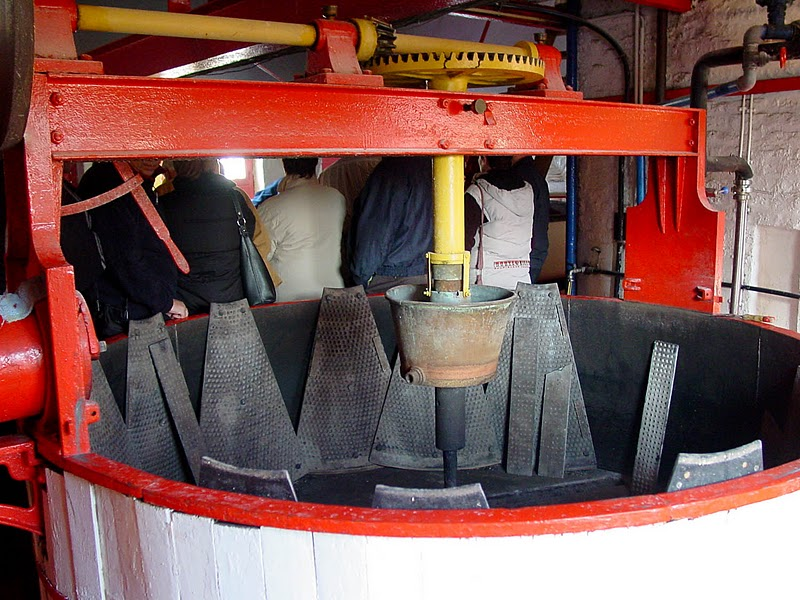
Brouwketel De Dolle Brouwers

De Dolle Brouwers is een Belgische brouwerij in Esen in de gemeente Diksmuide.
De brouwerij bestaat onder de huidige naam sinds 1980. Dat jaar nam een viertal vrienden de kort daarvoor gesloten brouwerij Costenoble over. De naam De Dolle Brouwers is afgeleid van het fietsclubje van de vrienden, De Dolle Dravers. Van het viertal is alleen de huidige brouwer Kris Herteleer nog actief in de brouwerij.
De brouwerij heeft landelijke en internationale bekendheid met bieren als Oerbier, Arabier, Dulle Teve, Boskeun en Stille Nacht. Alle bieren zijn bovengistend met nagisting op fles. De jaarlijkse productie ligt rond de 1200 hectoliter of ongeveer 300.000 flesjes. Kenmerkend zijn de opvallende, door Herteleer ontworpen etiketten.

## Bieren
- Oerbier - 7,5%, Dubbel Donker
- Arabier - 8%, Bitter
- Boskeun - 7%, Lichtblond
- De Hoop
- De Laak
- Dulle Teve - 10%, Bitter
- Lichtervelds blond - 8%, Edelbier
- Molenhoekbier
- Oeral - 6%, Bitter
- Special Extra Export Stout
- Stichtenaer
- Stille Nacht - 8,1%, Massieve Ale